# 埃申洛厄
埃申洛厄是德国巴伐利亚州的一个市镇。总面积55.04平方公里，总人口1591人，其中男性749人，女性842人（2011年12月31日），人口密度29人/平方公里。